# Zagaje (Zwierzyn)
Zagaje (deutsch Eichwerder) ist ein Wohnplatz in der Woiwodschaft Lebus in Polen. Er gehört zur Gmina Zwierzyn (Gemeinde Neu Mecklenburg) im Powiat Strzelecko-Drezdenecki (Friedeberg-Driesener Kreis). 
Der Wohnplatz liegt im Netzebruch in der Neumark, etwa 70 km östlich von Küstrin und etwa 95 km südöstlich von Stettin.
Eichwerder bildete bis 1939 eine Landgemeinde im Landkreis Friedeberg Nm. und gehörte mit diesem Kreis zur preußischen Provinz Brandenburg, ab 1938 zur Provinz Pommern. Im Jahre 1925 wurden in Eichwerder 194 Einwohner in 52 Haushaltungen gezählt. Neben Eichwerder bestanden in der Gemeinde keine weiteren Wohnplätze. Zum 1. Oktober 1939 wurde Eichwerder zusammen mit der Nachbargemeinde Ritzenswunsch in die Landgemeinde Friedebergschbruch eingemeindet.
1945 kam Eichwerder, wie alle Gebiete östlich der Oder-Neiße-Linie, an Polen. Eichwerder erhielt den polnischen Ortsnamen „Zagaje“.